# I'm in Love (Ola Svensson)
I'm in Love è un singolo del cantante svedese Ola Svensson, pubblicato il 26 ottobre 2012 come primo estratto dal quarto album in studio Carelessly Yours.

## Descrizione
Il brano è stato scritto e composto da Alexander Kronlund, Dimitris Stassos, Johan Bobäck, Mikaela Stenström e dallo stesso Ola Svensson.

## Successo commerciale
Il brano ha riscosso un ottimo successo in Svezia e in altri paesi europei dove il brano ha raggiunto la top ten nelle classifiche. Nell'estate del 2013 il brano viene poi scoperto dalle radio italiane e riesce a raggiungere il doppio disco di platino in Italia e ad avere un ulteriore successo in altri paesi europei.

## Tracce
1. I'm In Love (Radio Edit) – 3:21
2. I'm In Love (Bodybangers Remix Edit) – 3:51
3. I'm In Love (Club Junkies / J R M X Radio Edit) – 3:49

## Classifiche
| Classifica (2012-13) | Posizione massima |
| -------------------- | ----------------- |
| Austria              | 60                |
| Germania             | 45                |
| Italia               | 4                 |
| Russia               | 32                |
| Slovenia             | 32                |
| Ucraina              | 19                |

### Classifiche di fine anno
| Classifica (2013) | Posizione |
| ----------------- | --------- |
| Italia            | 11        |